# Битка при Порт Артур
Битката при Порт Артур (на японски: 旅順口海戦, Ryojunkō Kaisen), водена на 8 – 9 февруари 1904 г. поставя началото на Руско-японската война. Тя започва с изненадващо нощно торпедно нападение от ескадра японски разрушители срещу руски флот, закотвен в Порт Артур, Манджурия (пристанище на Ляодунския полуостров, предадено на Русия от Китай през 1897 г., както една трета от Хонг Конг е предадена на Великобритания през 1898 г.). и продължава със сражение на големи надводни кораби на следващата сутрин; схватките край Порт Артур продължават до май 1904 г. От 16 изстреляни торпеда само три удрят целта (останалите или не уцелват или не експлодират), но късметът е на страната на японците, тъй като те удрят двата най-добри руски кораба, „Цесаревич“ и „Ретвизан“, както и бронепалубния крайцер „Палада“. Битката е японска победа, която поставя началото на японската победа във войната. За велика европейска сила да загуби от японците е не само немислимо за света като цяло, но също е натоварено с тежки обстоятелства за имперския режим. Руският народ, от аристокрацията до освободните крепостни, губят доверие в армията и царската политическа система. Това води директно до Руската революция през 1905 г. и се помни и при още по-тежките поражения през Първата световна война.